# Théodore Turrettini
Théodore Turrettini (27 de abril de 1845 - 6 de octubre de 1916) fue un ingeniero y político suizo.

## Biografía
Théodore Turrettini se formó como ingeniero en la Escuela Politécnica de Lausana, donde se graduó en 1867. Luego dejó Suiza para formarse en un taller en Frankfurt, y en la fábrica de Siemens & Halske en Berlín. Más tarde pasó un corto tiempo en París. De regreso a Ginebra en 1870, se convirtió en director de la "Sociedad de Instrumentos Físicos", un puesto que mantendría hasta su muerte. Entre sus principales trabajos figura el desarrollo de instrumentos de precisión, máquinas y taladros para el túnel de San Gotardo. También colaboró con Raoul Picte, en una iniciativa para desarrollar máquinas para producir frío.
Después de una pasantía de dos meses en el taller de Thomas Edison en Nueva York, se dedicó a la iluminación eléctrica.
El principal logro de Turrettini fue la creación de centrales hidroeléctricas en Ginebra, que fueron las más potentes de la época.
En 1891 se convirtió en miembro de la Comisión Internacional del Niágara.